# César Moro
César Moro, nome d'arte di Alfredo Quíspez Asín (Lima, 19 agosto 1903 – Lima, 10 gennaio 1956), è stato un poeta e pittore peruviano surrealista.
Nel 1921 firmò il suo primo disegno come "César Moro", il nome di un personaggio di un romanzo di Ramón Gómez de la Serna. In seguito continuò ad utilizzare tale pseudonimo, con il quale divenne noto. Scrisse la maggior parte delle poesie in francese, lingua che aveva studiato a Lima e che perfezionò a Parigi, durante un lungo soggiorno nel quale entrò in contatto con il gruppo surrealista e strinse una profonda amicizia con André Breton. Fu figura centrale nella circolazione delle idee e dell'estetica dell'avanguardia dagli anni venti agli anni cinquanta.

## Biografia
Figlio di un medico di Lima, rimase orfano di padre a soli cinque anni.
Dopo gli studi presso il Colegio de La Inmaculada de los jesuitas, nel 1925 si recò a Parigi, dove si cimentò con varie discipline artistiche, fra cui la danza, prediligendo tuttavia la pittura e la poesia. Tra il 1926 ed il 1927 espose a Parigi ed a Bruxelles.
A Parigi aderì al surrealismo ed iniziò a scrivere poesie in francese (Ces poèmes). Fu l'unico poeta latino-americano a contribuire alle riviste surrealiste dirette da Breton, e dal 1930 al 1933 collaborò a Le Surréalisme au Service de la Révolution. Già mentre era a Parigi, ma anche in seguito, Moro fu attivo politicamente contro la guerra e contro la dittatura.
Tornò a Lima alla fine del 1933. Nel 1935, insieme al poeta peruviano Emilio Adolfo Westphalen, organizzò la prima esposizione surrealista in America Latina, presso la Academia Alcedo di Lima; alla mostra parteciparono anche i cileni Jaime Dvor, Waldo Parraguez, Gabriela Rivadeneira, Carlos Sotomayor e María Valencia, che avevano già realizzato nel proprio Paese, nel 1933, una esposizione di arte astratta.
Sempre insieme a Westphalen e con la collaborazione di Moreno Jimeno fondò la rivista surrealista El uso de la palabra ("L'uso della parola"). Inoltre i tre amici pubblicarono clandestinamente il pamphlet CADRE (acronimo di Comité de Apoyo a la Repúbica Española, a favore della Repubblica spagnola). Quest'ultima pubblicazione lo costrinse ad abbandonare il proprio Paese nel 1938 per cause politiche. Moro si rifugiò a Città del Messico e vi rimase per dieci anni, proseguendo le proprie attività pittoriche e poetiche e stringendo amicizia con altri artisti emigrati quali Wolfgang Paalen, Alice Rahon, Eva Sulzer, Xavier Villaurrutia, Remedios Varo, Gordon Onslow Ford e Leonora Carrington. Qui, insieme a Paalen e con la supervisione da New York di Breton, organizzò nel 1940 l'Esposizione internazionale surrealista presso la Galería de Arte Mexicano.
In Messico Moro fu molto prolifico: insieme a Villaurrutia contribuì alla rivista El hijo prodigo ("Il figliol prodigo"); la collaborazione con Paalen proseguì attraverso la rivista DYN, di cui Moro fu uno dei maggiori contributori. Ancora grazie a Paalen, nel 1942 Moro riuscì a pubblicare due raccolte di poesie: Chateau de Grisou ("Castello di Grisou") e Lettre d'amour ("Lettera d'amore"), oltre a numerose traduzioni dei suoi scritti teorici.
In particolare Lettre d'amour era dedicata ad Antonio A.A., tenente dell'esercito cui Moro era legato da legame sentimentale. L'omosessualità, non ostentata e spesso nemmeno dichiarata agli amici surrealisti che in genere la ignoravano, divenne dominante proprio mentre Moro si trovava in Messico. I versi de La tortuga ecuestre ("La tartaruga equestre") erano apertamente omoerotici, ed il nuovo linguaggio appassionato del poeta poteva essere frutto dei sentimenti per Antonio, che perdurarono anche quando il tenente si sposò. La relazione attraversò momenti burrascosi, che si rispecchiarono nei versi di Lettre d'amour.
La dichiarazione dell'omosessualità costò a Moro la rottura dell'amicizia con Breton, che non accettava rapporti fra persone dello stesso sesso non per moralismo, bensì in quanto necessaria conseguenza di un processo teso a ricostituire l'Androgino, figura originaria della sintesi alla base delle sue convinzioni filosofiche.
Moro ritornò a Lima nel 1948, anno nel quale conobbe il critico letterario francese André Coyné. Nello stesso periodo collaborò ad altre riviste, come La Revista de Guatemala, ed insegnò francese presso il collegio militare Leoncio Prado, in cui fu docente del romanziere peruviano Mario Vargas Llosa. Nel 1955 concluse una delle sue opere principali, Amour à mort.
Negli ultimi anni Moro visse appartato presso la propria abitazione a La Bajada de los Baños a Lima, facendo un'ultima apparizione in pubblico in occasione di una conferenza su Marcel Proust, autore di cui aveva subito grande influenza. Morì di leucemia nel 1956. L'amico Coyné si occupò della redazione, edizione e divulgazione della sua opera, che in buona parte venne pubblicata postuma.
Nel 2013, in occasione dei 110 anni dalla nascita, presso La Bajada de los Baños vennero organizzate varie manifestazioni in omaggio di César Moro, fra cui la pubblica lettura delle sue poesie.

## Alcune opere
- La tortuga ecuestre
- Cartas
- Lettre d'amour
- Chateau de Grisou
- L'homme du paradisier et autres textes
- Trafalgar Square
- Amour à mort
- Los anteojos de azufre